# وینسنت چنگیز
وینسنت چنگیز (انگلیسی: Vincent Tchenguiz)ُ یک کارآفرین و سرمایه‌دار ایرانی-بریتانیایی و برادر رابرت چنگیز است.

## زندگی‌نامه
چنگیز در سال ۱۹۵۶ در تهران از پدر و مادری یهودی-عراقی به نام‌های ویکتور و ویولت خادوری متولد شد. خانواده او در سال ۱۹۴۸ و بعد از تشکیل اسرائیل از عراق رانده شده و در ایران ساکن شده بودند. پدر او یک جواهرفروش بود که در دربار شاه کار می‌کرد و در ضرب سکه‌های رسمی نقش داشت. خانواده او در ایران نام خانوادگی خود را از خادوری به چنگیز تغییر دادند. بعد از انقلاب ۱۹۷۹ در ایران، این خانواده به بریتانیا مهاجرت کردند. او دارای یک برادر به نام رابرت و یک خواهر به نام لیزا است.
چنگیز تحصیلات مقدماتی خود را در تهران در سال ۱۹۷۳ به پایان برد. او دوره اقتصاد را در دانشگاه بوستون و سپس کارشناسی اقتصاد را از دانشگاه مک‌گیل در کانادا به پایان برد. وی کارشناسی ارشد اقتصاد خود را نیز از دانشگاه نیویورک در سال ۱۹۸۰ اخذ کرد.
بعد از پایان بردن تحصیلاتش، وینسنت چنگیز در لندن در پرودنتیال سکیوریتیز به عنوان نائب رئیس بخش اقتصادی به استخدام درآمد. در سال ۱۹۸۶، او نایب رئیس بخش اقتصادی در شیرسون لهمان برادر در لندن شد.
دو سال بعد او و برادرش، رابرت، یک شرکت به نام راچ پراپرتی برای خود تأسیس کردند. وینسنت در این شرکت مدیرعامل است. در سال ۲۰۰۲، او شرکت کانسنسوس بیزنس را تأسیس کرد که در این شرکت خدمات مشاوره اقتصادی به ابعاد ۳ میلیارد پوند را انجام می‌دهد.
در سال ۲۰۱۱، او توسط کمیته مبارزه با اختلاس در بررسی‌های سقوط بانک ایسلندی کاپتینگ دستگیر شد؛ ولیکن او بلافاصله آزاد شد.
۶ روز بعد دادگاهی در لندن به او اجازه داد که از بانک کاپتینگ شکایت کرده و درخواست غرامت ۱ میلیارد پوندی کند. در سپتامبر ۲۰۱۱، کاپتینگ در بیرون از دادگاه با خانواده چنگیز به مصالحه رسید. جزئیات این مصالحه محرمانه است.
در ۵ دسامبر ۲۰۱۱، چنگیز از دولت شکایت کرد و درخواست ۱۰۰ میلیون پوند کرد.
در ۲۲ دسامبر ۲۰۱۱، کمیته مبارزه با اختلاس از چنگیز به دلیل دستگیری‌اش عذرخواهی کرد و قبول کرد که مبلغی معقول به عنوان هزینه‌های تحمیل شده به وی بپردازد؛ ولیکن چنگیز این پیشنهاد را قبول نکرد و در دادگاهی از کمیته ضد اختلاس شکایت کرد و درخواست ۱۸۰ میلیون پوند کرد.
در سال ۲۰۱۴، چنگیز با کمیته ضد اختلاس به مصالحه رسید و رئیس کمیته ضد اختلاس، دیوید گرین از وی معذرت‌خواهی کرد و چنگیز موفق شد ۳ میلیون پوند به عنوان خسارت دریافت کند. چنگیز در شکایت خود از کمیته ضد اختلاس از توانایی‌های شرکت اطلاعاتی مکعب سیاه استفاده نمود.
چنگیز در شرکت اسرائیلی ایویگیلو که در زمینه سیستم‌های اخطار جمعی فعالیت میکند بیش از ۵۰۰,۰۰۰ پوند سرمایه گذاری کرده است. همچنین چنگیز یکی از سرمایه گزاران اصلی شرکت کمبریج آنالیتیکاکه در بحران فیسبوک در سال ۲۰۱۸، نقش داشت است.
در سال ۲۰۱۸، شرکت انبوه‌سازی پروکسیما که توسط خانواده چنگیز مدیریت می‌شود، حاضر نشد که مواد قابل اشتعال استفاده شده در ساختمان را که در آتش سوزی برج گرینقل باعث سقوط برج شده بود، تعویض کند. شرکت چنگیز اصرار کرد که مستاجران باید هزینه ۲ میلیون پوندی این تعویض را پرداخت کنند که حدوداً ۳۱,۰۰۰ پوند برای هر آپارتمان خواهد شد.
چنگیز ازدواج نکرده‌است و در محله می‌فر، لندن ساکن است.